# Steve Burns
Steve Burns (Boyertown, 9 oktober 1973) is een Amerikaanse acteur die van 1996 tot 2002 de hoofdrol had in de populaire kinderserie Blue's Clues.

## Muziekcarrière
Na zijn carrière bij Blue's Clues is Steve Burns begonnen met het schrijven van een indie album, Songs for Dustmites, dat hij eind 2002 heeft opgenomen, en dat in augustus 2003 is uitgebracht.
Samen met zijn zelf gestarte band Struggle bracht hij in 2009 het album Deep Sea Recovery Efforts uit.
- International Standard Name Identifier: 0000 0000 4089 4302
- Library of Congress Control Number: no99010586
- MusicBrainz: eabf49d4-30cc-4ab6-a0e9-9d23b72c9c9a
- SNAC: w6gc4xgx
- Virtual International Authority File: 36546572
- WorldCat: E39PBJyxbxXmDMJGkfHQVKDrMP